# 塔后三佛塔
塔后三佛塔，又称上萬村摩尼教石雕造像，是指於2009年在福建省寧德市霞浦縣柏洋鄉塔后村發現的八塊明-清朝時期的造像石板，經學者考證為摩尼教（又稱明教）遺物。在福建發現摩尼教神像的消息傳到伊朗後，引起當地宗教學者的興趣。雖然摩尼教發源自古代伊朗（當時稱為波斯），但該教在其本土早已消失，幾乎沒有留下任何文物。因此福建成為目前全世界唯一保存有摩尼教神像和浮雕實物的地方。這些造像以及同時期在福建發現的其他摩尼教遺物被列入福建十項重大發現之一。

## 簡介
三佛塔与临清桥一起被列入霞浦县文物保护单位名录。八块石板分别被编号为A1、A2、B、C1、C2、D1、D2、E，本是用於裝飾三佛塔和瞪公石塔的構件，石板上的題刻說明三佛塔是明朝正德六年所建；根據黃亦釗的《塔後村文物雜記》所載，三佛塔原是三座塔，一大二小，後於文革期間被拆毀。
- A1：這尊造像是三佛塔其中一座的主神像，已基本損毀，只殘存背光。背光以日輪和月輪為設計概念，內部有放射狀的光芒紋樣，外圍裝飾有祥雲。經寧德文博部門的鍾亮、歐東海和吳春明鑑別，疑與摩尼教的「朝拜日，夜拜月」之信仰模式有關。如果結合底座、雲紋、背光整體來看，造形則如同一棵樹。而樹在摩尼教中有特殊地位，該教所崇拜的明尊被喻為「活樹」，暗魔（英语：Prince of Darkness (Manichaeism)）被喻為「死樹」。《明教的新發現》一文的作者陳進國判斷此像乃是明教所崇拜的第五佛——摩尼光佛像。[8]
- A2：這尊造像屬於三佛塔中另外一座塔的主神像，雕刻一尊坐於蓮花臺上的神像，結跏趺坐，身穿袖筒寬大的袈裟，置於座前的雙手被長袖遮住，蓋在額頭部位的頭巾上飾有摩尼珠。腦後刻有圓形頭光，身後還有一圈背光，其外圍裝飾雲紋。經研究認為背光代表日月，該像很可能是「大聖貞明法性電光王佛」或稱「靈明大天電光王佛」，即光明童女。[9]「霞浦文書」中的《興福祖慶誕科》就有奉請「大聖貞明法性電光王佛，大聖延生益算夷數和佛，大聖長生甘露摩尼光佛，願降壽筵，證明修奉」這樣的經咒。[7]
- B：這塊石板上刻三尊並坐的雕像，原為清朝瞪公石塔構件。三尊皆有頭光，中間塑像結跏趺坐，戴方冠帽，穿無釦的寬袖衣，胸前裝飾有打作蝴蝶結的繡帶，雙手外露結印。其蝴蝶結狀的繡帶與泉州市晉江市草庵摩尼光佛像的造形特徵相近。左邊造像帶帽束裝，雙領結寬衣，長袖遮住雙手，類似文像。右邊造像未帶帽，雙手露於袖外，左手抱一物疑似猴，右手壓一物類似犬，近於武像。經研究認為中間神像係北宋明教名人林瞪像，左邊文像是康元帥，右邊武像為溫元帥。
- C1、C2：此二像是站立姿態，來自三佛塔，應為左右對稱的造像。兩像均穿寬體連衣長衫，帶圓錐帽，腰繫縧帶，帶結垂於前腹。C1手持鈴鐺，近似女性；C2手持金剛杵，近似男性。這兩尊造像表現的應該是摩尼教的在家聽者，即非出家人。[7]
- D1、D2：為三佛塔構件之一，均為站在蓮花上的立像。D1白衣白冠，右手持錫杖，左手握住兩根過肩長物，疑為兩綹長髮，類似女修道士。D2為僧侶裝扮，長袍寬袖，雙手合十，腦後有頭光，似為男修士。這兩尊像表現的應是摩尼教的選民。[7]
- E：中間雕刻一尊站立在雲峰上的人像，穿緊袖素衣及短裙，手足皆外露，類似胡人裝扮。其雙手平擧張開，彷彿擧着火把；手上還繫着飄揚的帛帶，在人像兩側「飛舞」出一種特定的圖案。經研究認為該造像同摩尼教崇拜光明有關。[7]

## 另見
- 飞路塔
- 草庵
- 選眞寺記

## 外部連結
- A1、A2造像照片（页面存档备份，存于）
- B造像照片（页面存档备份，存于）
- C1造像照片（页面存档备份，存于）
- C2造像照片（页面存档备份，存于）
- D1造像照片（页面存档备份，存于）
- D2造像照片（页面存档备份，存于）
- E造像照片（页面存档备份，存于）